# Domosclerus pauciporosus
Domosclerus pauciporosus är en mossdjursart som först beskrevs av Harmer 1957.  Domosclerus pauciporosus ingår i släktet Domosclerus och familjen Bifaxariidae. Inga underarter finns listade i Catalogue of Life.